# Palacio de Borda

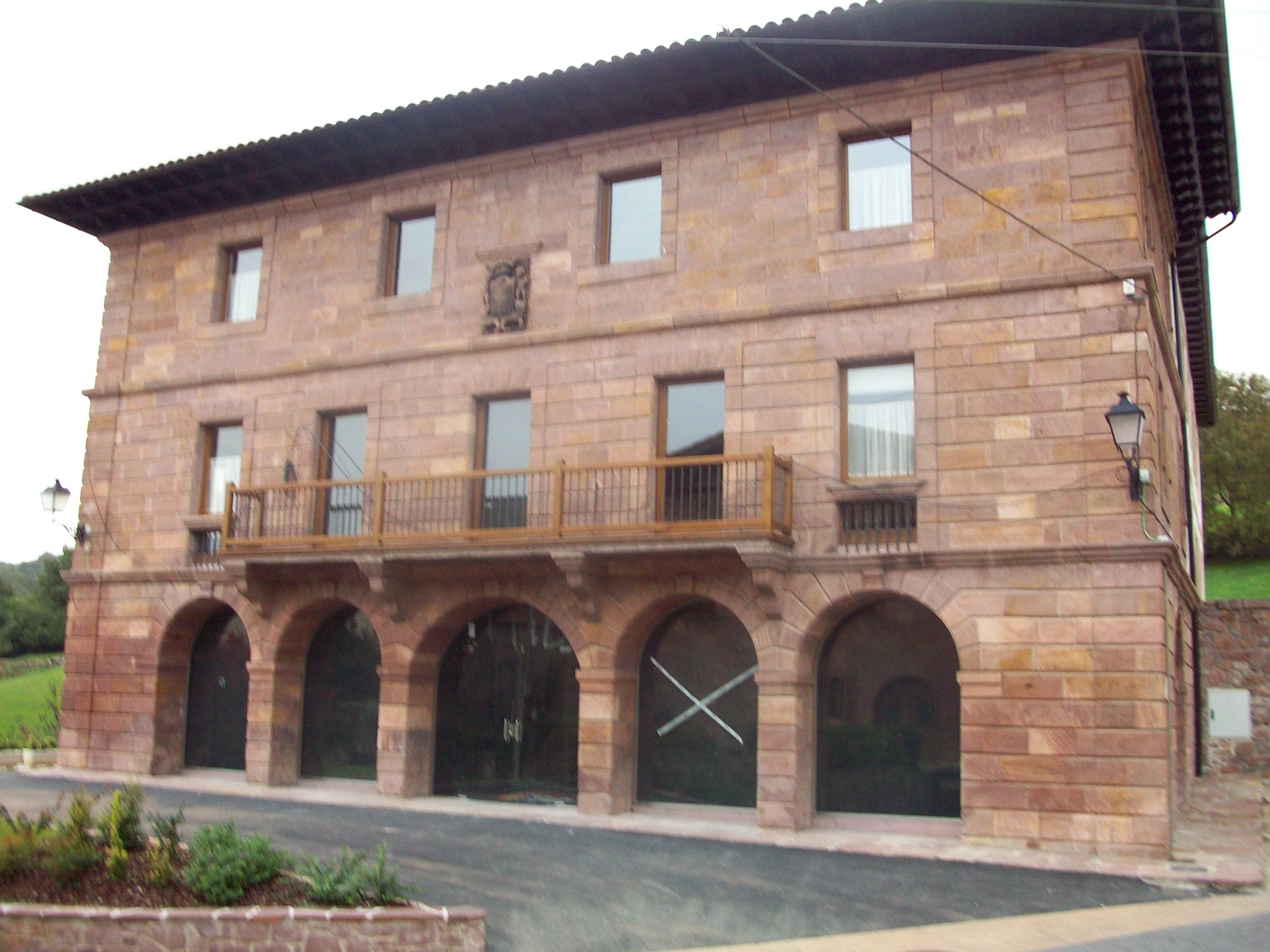
Palacio de Borda

El Palacio de Borda de Maya (Bordakoetxea en Euskera) está situado en la localidad baztandarra de Amaiur (Navarra, España). 

## Historia
Fue construido en el comienzo del siglo XVII por la familia Borda y obtuvo categoría de Palacio cabo de armería en 1728, tras una extensa reconstrucción iniciada en el 1702, año en cual los Borda obtuvieron ejecutoria de hidalguía. El palacio tiene una extensión de 1311 metros cuadrados construidos y se asienta sobre un solar de 822 metros cuadrados.
El palacio Borda fue el núcleo del mayorazgo de Borda, que emprendía varias propiedades en Navarra. Perteneció a esta familia hasta que fue ocupado por las fuerzas francesas en 1808, resultando en la ruina de sus dueños. Luego sirvió de cuartel general de la Guardia civil hasta 1996. El ministerio del interior vendió el palacio Borda en 2001 a una sociedad privada con plan de un proyecto hotelario.

## Características
El palacio Borda se caracteriza por la austeridad y desnudez de sus paramentos, heredadas de las ideas constructivas propias del siglo XVII. Construida su fachada íntegramente en piedra de sillería, que se extiende parcialmente por los muros laterales, presenta tres niveles separados por impostas molduradas que se repiten bajo el alero. Tanto el piso inferior como el piso noble disponen su sillar almohadillado, mientras en el ático esta técnica se reserva para el enmarque de ventanas y esquinas. 
Uno de los elementos más definidores de este edificio es el pórtico que se abre en la planta baja con cinco huecos de medio punto, que dan paso a la vivienda a través de una puerta adintelada enmarcada por sencillas pilastras almohadilladas y flanqueada por sendas ventanas con los enmarques en resalte. En línea con los arcos se sitúan ya en el primer piso otros cinco vanos, de los cuales los tres centrales forman un balcón cuyo saledizo descansa sobre gruesas ménsulas molduradas. Finalmente, cuatro ventanas se ubican en el tercer nivel, quedando en el centro un sencillo escudo de armas, que habla de la nobleza de sus propietarios. El blasón, con yelmo por timbre y flanqueado por sendos niños desnudos y leones, es cuartelado, acogiendo las armas de los Borda, Echenique y Arrechea, más el blasón del valle de Baztán.